# Новомихайловское сельское поселение (Краснодарский край)
Новомихайловское сельское поселение — муниципальное образование в составе Кущёвского района Краснодарского края России.
В рамках административно-территориального устройства Краснодарского края ему соответствует Новомихайловский сельский округ.
Административный центр — село Новомихайловское.

## Население
| 2010  | 2012  | 2013  | 2014  | 2015  | 2016  | 2017  |
| ----- | ----- | ----- | ----- | ----- | ----- | ----- |
| 1534  | ↘1523 | ↘1521 | ↗1531 | ↘1497 | ↗1508 | ↗1520 |
| 2018  | 2019  | 2020  | 2021  | 2023  |       |       |
| ↘1517 | ↘1498 | ↘1490 | ↘1430 | ↘1414 |       |       |

## Населённые пункты
В состав сельского поселения (сельского округа) входят 4 населённых пункта:
| № | Населённый пункт | Тип населённого пункта | Население (чел.) |
| - | ---------------- | ---------------------- | ---------------- |
| 1 | Новомихайловское | село                   | ↘1163            |
| 2 | Коммунар         | посёлок                | ↘353             |
| 3 | Федорянка        | хутор                  | ↘7               |
| 4 | Чекуновка        | хутор                  | ↘11              |